# Dobri Bożiłow
Dobri Bożiłow Hadżijanakijew (bułg. Добри Божилов Хаджиянакиев; ur. 13 czerwca 1884 w Kotelu, zm. 1 lutego 1945 w Sofii) – bułgarski bankier i polityk, członek zarządu Bułgarskiego Banku Narodowego, minister finansów (1938–1944), premier Carstwa Bułgarii (1943–1944).

## Życiorys
W 1902 ukończył Gimnazjum Handlowe w Swisztowiu, po czym rozpoczął pracę w Bułgarskim Banku Narodowym jako księgowy. W 1922 wszedł w skład Rady Zarządzającej Banku, zaś w latach 1935–1938 był jego prezesem. Jednocześnie pracował jako wykładowca nauki o finansach w Wolnym Uniwersytecie (obecnie Uniwersytet Gospodarki Narodowej i Światowej) w Sofii. 14 listopada 1938, po rekonstrukcji gabinetu Kjoseiwanowa, został ministrem finansów Carstwa Bułgarii. Tę samą funkcję sprawował także w dwóch kolejnych rządach Fiłowa (1940–1943). Po rezygnacji premiera spowodowanej objęciem przez niego funkcji regenta, 14 września 1943 Bożiłow stanął na czele gabinetu rządowego. Niecały rok później, 1 czerwca 1944, podał się do dymisji i na krótko powrócił do pracy w Bułgarskim Banku Narodowym.
Po zamachu stanu 9 września 1944 i przejęciu władzy w kraju przez Front Ojczyźniany znalazł się wśród oskarżonych o włączenie Bułgarii do II wojny światowej po stronie Państw Osi. Powołany przez komunistów Sąd Ludowy oskarżył go także o wywołanie wysokiej inflacji, roztrwonienie państwowych rezerw walutowych oraz o spowodowanie wysokiego zadłużenia Carstwa Bułgarii u nazistowskich Niemiec. Po procesie skazano go na karę śmierci, 5 mln lewów grzywny oraz konfiskatę majątku. 1 lutego 1945 został rozstrzelany.
W 1996 Sąd Najwyższy unieważnił wyrok Sądu Ludowego i pośmiertnie zrehabilitował Bożiłowa.